# Rue du Président-Wilson (Levallois-Perret)
Pour les articles homonymes, voir Rue du Président-Wilson.
La rue du Président-Wilson est une voie de communication située à Levallois-Perret.

## Situation et accès

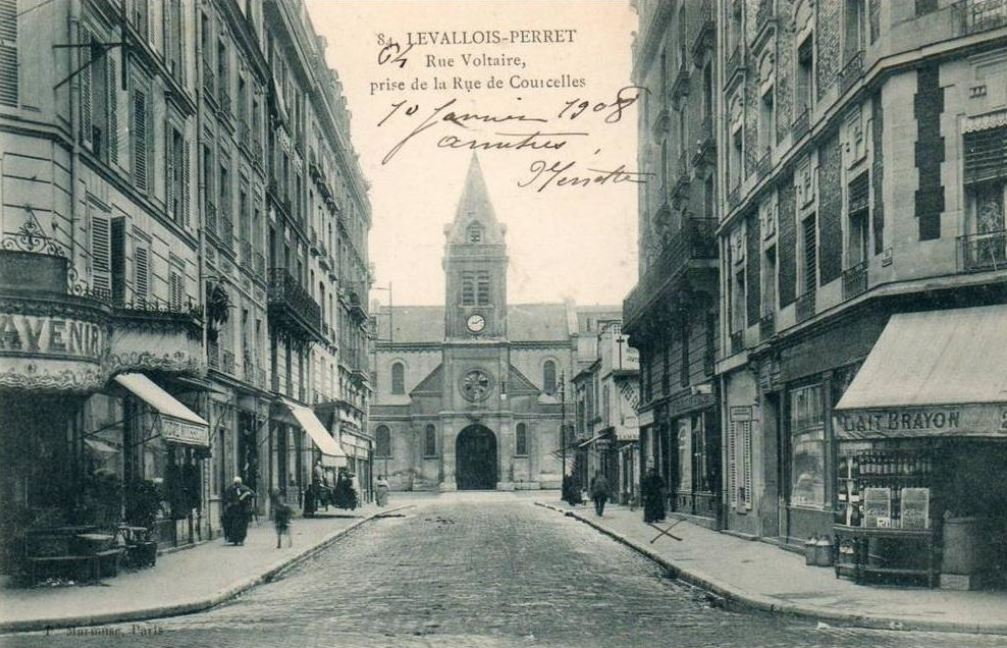
Rue Voltaire à la rue de Courcelles. Au fond, l'église Saint-Justin.

Cette voie prolonge la rue de Courcelles parisienne, dont elle partageait d'ailleurs le nom, depuis l'intersection avec la rue Jacques-Ibert et la rue d'Alsace. Elle rencontre tout d'abord la rue Jean-Jaurès, autrefois appelée rue du Bois.
Elle forme ensuite le départ de la rue Louise-Michel, puis, après avoir croisé la rue Louis-Rouquier, la rue Aristide-Briand (rue Gravel) et la rue Voltaire, elle longe le parc de la Planchette à l'angle de la rue Paul-Vaillant-Couturier (anciennement rue Gide), franchit la rue Baudin et rejoint la Seine au quai Charles-Pasqua (anciennement Quai Michelet).

## Origine du nom
La rue porte le nom de Woodrow Wilson (1856-1924) 28e président des États-Unis acteur important de la Première Guerre mondiale, en tant qu'allié de la France.

## Historique

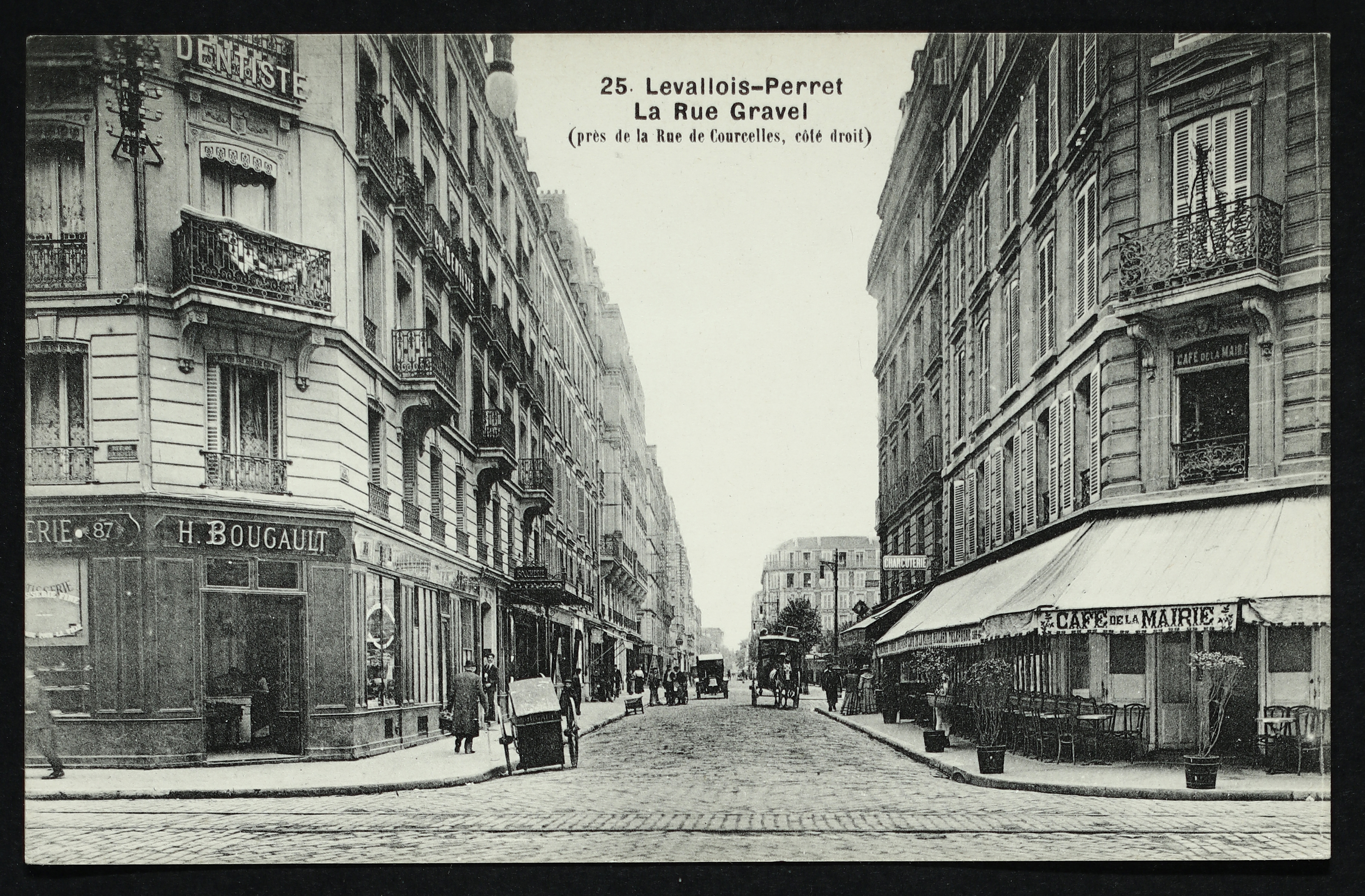
La rue Gravel, aujourd'hui rue Aristide-Briand, près de la rue de Courcelles, côté droit.

Le terrain sur lequel cette rue est construite fait partie des grandes parcelles de terrains situées à l’angle des anciens chemins de Courcelles, acquises par Nicolas Levallois en 1845, pour les revendre en petits lots, principalement à des proches.
Cette voie de communication s'appela tout d'abord « chemin de Courcelles » puis « rue de Courcelles », du nom du hameau de Courcelles, et était le prolongement de la rue éponyme à Paris.

## Bâtiments remarquables et lieux de mémoire
- Parc de la Planchette[2], qui était une grande propriété achetée en 1806 par le comte Jean Bérenger, au lieu-dit la Planchette.
- C'est dans cette rue que s'installa en 1867 le premier hôtel de ville de la commune[3].